# 러드 행정부

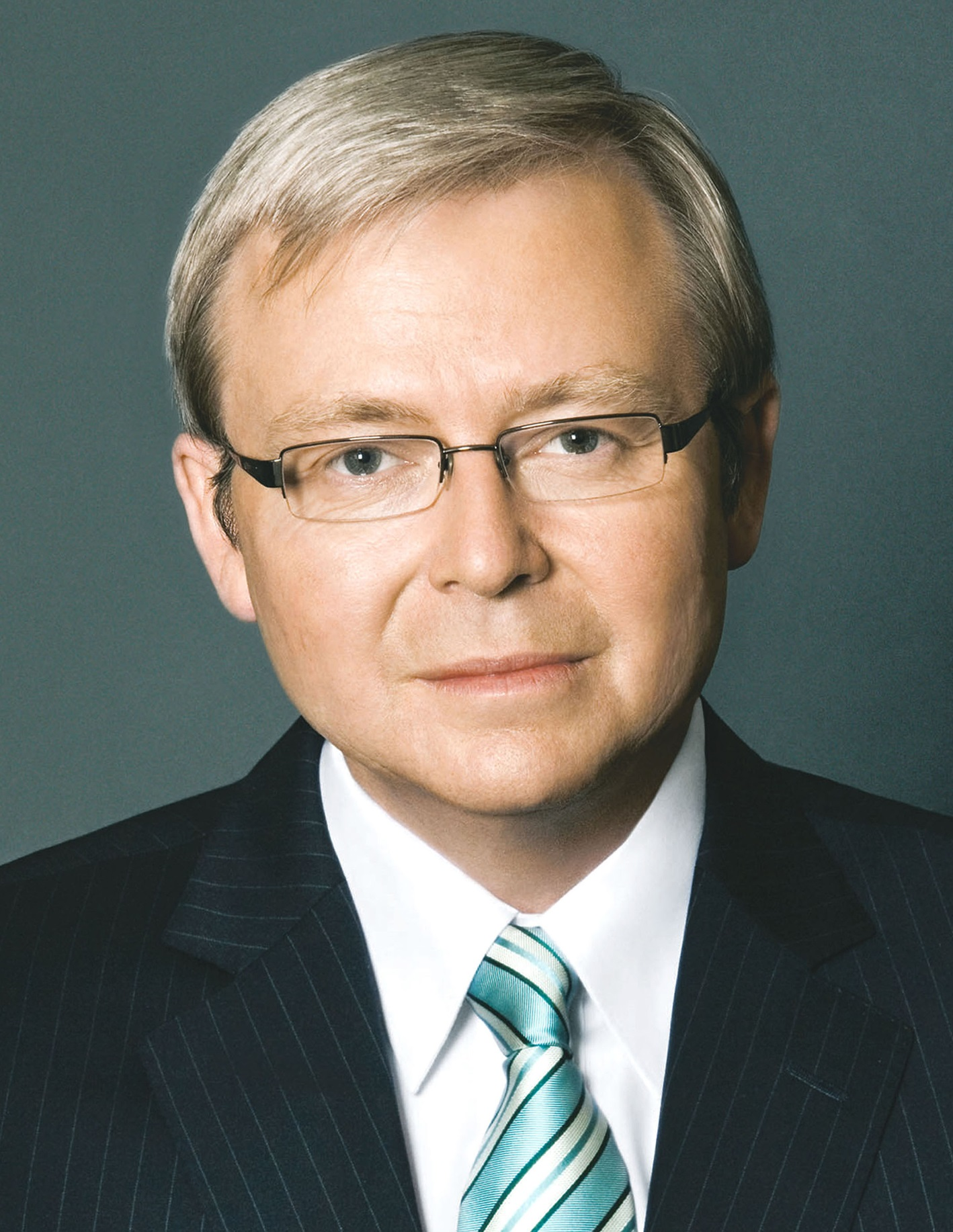

러드 행정부(The First Rudd Ministry, Rudd Government)는 오스트레일리아에서 2010년 6월 24일까지 집권한, 역사상 65번째 행정부로서, 오스트레일리아 노동당(Australian Labor)의 2007년 11월 24일 총선 승리 직후인 12월 3일에, 마이클 제프리 제24대 총독의 인준절차를 거쳐 공식 출범하였다.

## 내각
하원의원의 경우, 이름 바로 옆에 붙이는 호칭(MP, Member of Parliament)은 생략하였다.
- 케빈 러드 : 연방총리(제26대)
- 줄리아 길라드 : 연방 부총리(제14대) 겸 교육,고용 및 근로관계부, 사회문제부 장관